# 스파이 파파
《스파이 파파》는 2011년에 개봉한 대한민국의 영화이다.

## 캐스팅
- 이두일 : 만호 역
- 김소현 : 순복 역
- 민경진 : 임방원 역
- 이승연 : 붉은뱀 역
- 박노식 : 전파사주인 역
- 이나리 : 남강14호 역
- 구혜령 : 가정부 역
- 전헌태 : 투기꾼 역
- 홍원배 : 경찰서장 역
- 이승민 : 경찰 1 역
- 이강빈 : 만석 역
- 김지나 : 지순 역
- 권오현 : 지순 아빠 역
- 노익현 : 선글라스 1 역
- 배중식 : 바바리사내 역 (우정출연)
- 고인배 : 대통령 역 (우정출연)
- 유진수 : 아나운서 역 (우정출연)